# Непідермін
Непідермін — поліпептид з 53 амінокислот, з молекулярною формулою: {\displaystyle {\ce {C_270H_401N_73O_83S_7}}}. Рекомбінантний людський епідермальний фактор росту. Як і інші фактори росту, непідермін є сигнальною молекулою, яка запускає сигнальну систему рецепторних тирозинкіназ, що сприяють запуску мітоген-активованого протеїн кіназного каскаду (МАПК), який у свою чергу активує гени, відповідальні за низку клітинних процесів, зокрема, виживання, проліферація, диференціація та міграція.
Завдяки активації проліферації та диференціації епітеліальних клітин, непідермін сприяє швидшому загоєнню ран та зменшенню розмірів рубця шляхом підвищення експресії генів відповідальних за синтез молекул трансформуючого фактору бета 1 ((TGF)-beta(1)), пригніченню запальної реакції та підсиленню синтезу та дозрівання колагену. Було виявлено[ким?], що непідермін також інгібує вироблення активних форм кисню у відповідь на ультрафіолетове опромінення у фібробластах і активує еспресію генів синтезу каталази і СОД. Інгібує експресію гена NF-κB і рівень білка NF-κB p65 в ядрі.
Непідермін промислово виробляється під торговою маркою Easyef, фармацевтичною компанією Daewoong Pharmaceutical, у формі мазі. Шляхом зовнішнього застосування при таких захворюваннях як: синдром діабетичної стопи, ранах, виразках та облисінню.